# Mobiler Kundendienst
Der mobile Kundendienst oder mobile Service ist ein Teil des Service-Management, das wiederum dem Supply-Chain-Management zugeordnet wird.
Im mobilen Kundendienst werden sämtliche, bisher manuell gesteuerte Arbeitsvorgänge zum Beispiel für Wartungen oder Reparaturen – von der Aufnahme einer Störungsmeldung in der Firmenzentrale bis zur Rechnungskontrolle – komplett durch eine mobile Service-Software computerbasiert abgewickelt. Das bedeutet, dass der Servicetechniker anstatt des früheren Auftragsblocks nun ein Notebook oder Smartphone bei sich hat, auf dem sämtliche Daten zu seinem Auftrag wie Kunden- und Einsatzort sowie Auftragsart jederzeit verfügbar sind. Er kann damit sofort eventuell nötige Ersatzteillieferungen auslösen oder den erledigten Auftrag online in die Zentrale melden, die darauf sofort die Rechnungsstellung veranlassen kann.
Erste Ideen für eine komplett IT-gesteuerte mobile Serviceabwicklung entwickelten sich in den späten 1990er Jahren. Zwei Voraussetzungen mussten für eine erfolgreiche Nutzung zunächst gegeben sein: leistungsstarke Mobilfunknetze und bedienungsfreundliche, handliche und robuste Endgeräte für den Servicetechniker.
Mobile Service-Lösungen werden nahtlos in die bestehenden elektronisch gesteuerten Geschäftsprozesse des Unternehmens integriert und ermöglichen eine weitestgehend automatisierte Abwicklung des Kunden- und Service-Managements und dessen Integration in bestehende Enterprise Resource Planning (ERP) und/oder Customer-Relationship-Management Systemen (CRM).

## Hintergrund
Die Geschäftsprozessoptimierung über das bekannte ERP, also den möglichst effizienten Einsatz aller Betriebsmittel (Ressourcen), ist heute in vielen Unternehmensbereichen wie zum Beispiel Produktion, Logistik, Finanzbuchhaltung und Controlling schon lange selbstverständlich – allen voran bekannt sind hier unternehmensweite Lösungen von SAP.
Der große Bereich Kundendienst, der als Bestandteil der Logistik ebenfalls aus vielen arbeitsaufwändigen Prozessen besteht, wird jedoch nur über zusätzliche und beachtliche Investitionen bei diesen ERP-Standardsoftwarepaketen integriert. Daher verfügen heute noch viele Service-Organisationen nicht über eine geeignete IT-Unterstützung, sondern wickeln Service-Aufträge weitestgehend manuell ab. Die herkömmliche Abwicklung vom Auftragseingang bis zur Rechnungserstellung dauert aufgrund zahlreicher Medienbrüche lang, die manuelle und redundante Datenerfassung sowie das langwierige Abklären von Kundenaufträgen sind sehr arbeitsintensiv und außerdem oft genug fehlerhaft. Die zentrale Einsatzsteuerung weiß nicht, was außerhalb des Unternehmens passiert, weil die Service-Techniker oft landesweit oder grenzüberschreitend beim Kunden unter verschiedenen Voraussetzungen arbeiten. Diesen wiederum fehlt vor Ort der Einblick in die Kundenhistorie.

## Ziele
Zur Abwicklung eines effizienten Serviceeinsatzes benötigen Service-Techniker schon beim Auftragseingang schnell verfügbare, umfassende Informationen über Kunden und Produkte. Sind sie weiträumig im Einsatz, müssen die Geschäftsprozesse wie Beauftragung, Ersatzteilbestellung und Rückmeldung des Serviceeinsatzes über die Unternehmensgrenzen hinweg abzuwickeln sein. Nach Auftragserledigung sollte umgehend die Rechnungsstellung erfolgen, wofür eine zeitnahe Steuerung, Anpassung oder Nachkalkulation der Einsätze nötig ist.
Die nebenstehende Abbildung zeigt die typische Auftragsabwicklung eines Kundendiensteinsatzes mit seinen einzelnen Schritten.

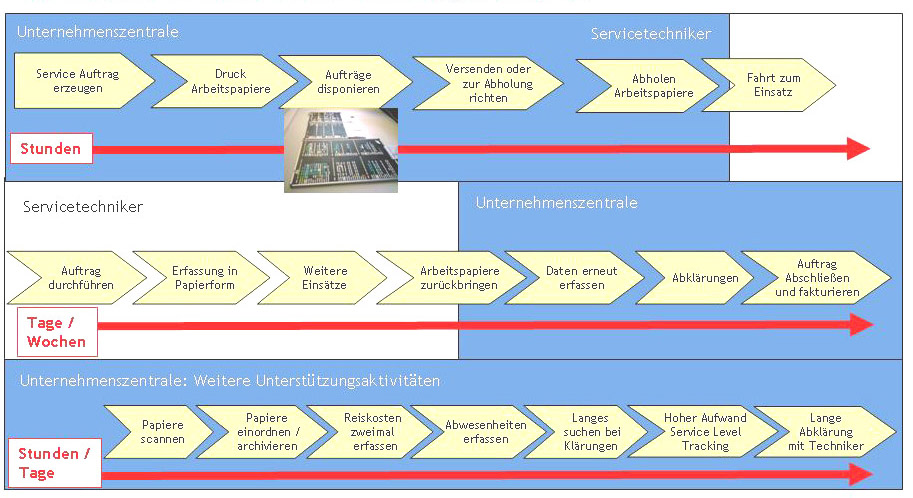
Abb. 1: Arbeitsschritte eines Kundendiensteinsatzes

## Aufgaben des mobilen Kunden-Service
Mit Hilfe einer mobilen Kundenservice-Software und einfach bedienbaren Endgeräten ist es heute möglich, sämtliche Kundendienstprozesse über alle Unternehmensgrenzen hinweg transparent und effizient zu steuern. Die Mehrzahl der bisherigen Arbeitsschritte entfällt, weil alle Daten digital zugänglich sind und abhängig vom aktuellen Bearbeitungsstand des Auftrages mit den entsprechenden Anwendungsprogrammen – zum Beispiel im Ersatzteillager oder in der Finanzbuchhaltung – direkt zu bearbeiten sind. Dadurch werden zahlreiche Prozessschritte sowohl in der Unternehmenszentrale als auch beim Servicetechniker völlig eliminiert (s. Abbildung 2).

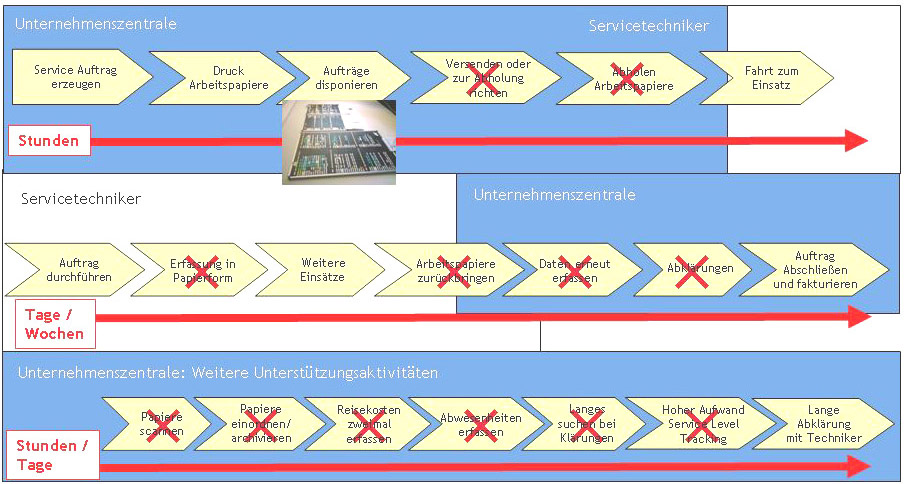
Abb. 2: Wegfall von Arbeitsschritten durch mobile Service-Software

Abbildung 3 zeigt die „bereinigte“ Service-Abwicklung auf der Basis einer mobilen Service-Software.

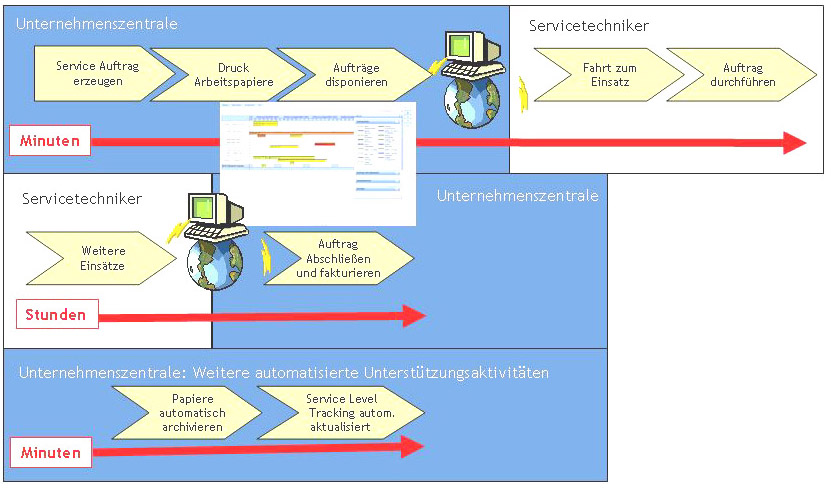
Abb. 3: "Bereinigte Service-Abwicklung"

## Vorteile und Nutzen
Eine realistische Kalkulation anhand kaufmännischer Kennzahlen zeigt, welche Kosten in unterschiedlich großen Unternehmen mit entsprechend vielen Servicetechnikern für manuell abgewickelte Einsätze im Vergleich zu elektronisch basierten Arbeitsabläufen entstehen (s. Abbildung 4).

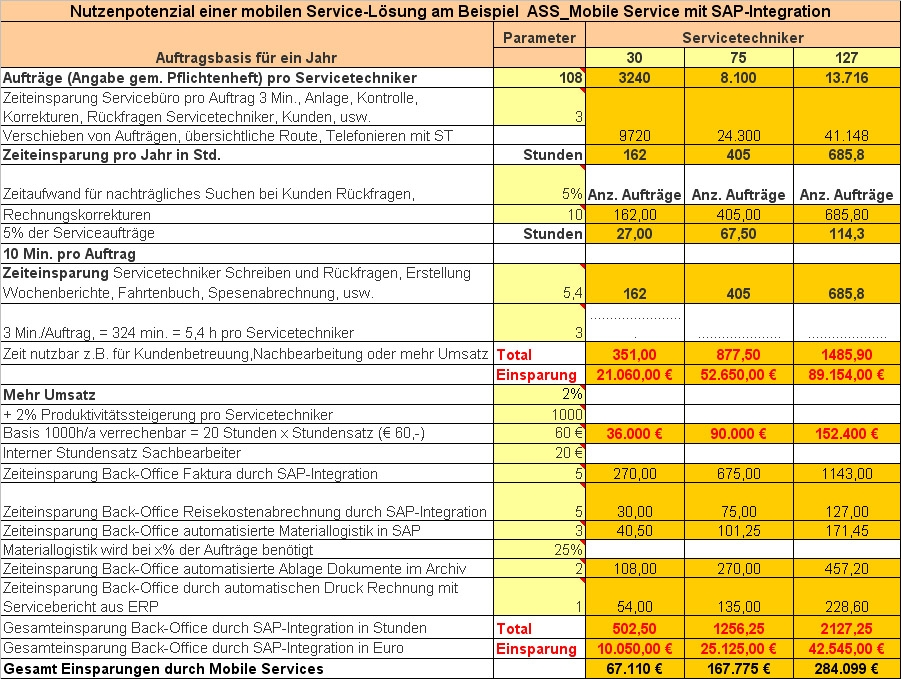
Abb. 4: Nutzenpotenzial-Rechnung

Zusätzlich gibt es zahlreiche sog. weiche Nutzenfaktoren, die zunächst nur schwer mit Kennzahlen zu bewerten sind. Dazu gehören:
- Transparenz
  - erhöhte Einflussnahme des Managements auf Basis verlässlicher Informationen und zeitnaher Auswertungen (z. B. Service Level Tracking oder Nachkalkulation eines Serviceeinsatzes)
  - Basis für kontinuierliche Verbesserungen

- Aktuelle und umfassende Information für Service-Innendienst, Techniker und Vertrieb
  - keine Wartezeiten der Kunden
  - schnellere Ersatzteilbeschaffung

- Hohe Service-Qualität durch
  - fehlerlose Geschäftsprozessabwicklung
  - Vereinfachung und kurze Reaktionszeiten
  - automatische Terminüberwachung
  - Plausibilitätsprüfungen

- Imageverbesserung durch Nutzung innovativer Technologien

## Veröffentlichungen
- Mobiler Kundenservice online in SAP integriert: 30 Prozent Zeitgewinn (S@pport 4/09)